# 左江鱼属
左江鱼属（学名：Zuojiangia）是鲤科下的一个属。

## 下属物种
本属包括以下物种：
- 靖西左江鱼 Zuojiangia jingxiensis Zheng, He, Yang & Wu, 2018